# استئذان (إسلام)
الاستئذان أدب من الآداب الاجتماعية، التي تحفظ خصوصية الإنسان فيما لا يرغب أن يطلع عليه أحد، وذلك لحفظ الأعراض ورعاية الحقوق والحرمات من الانتهاك من الآخرين، وتعني طلب إباحة التصرف ممن له حق الإباحة. فلا يدخل عليه أحد بيته إلا بإذنه، ولا يتصرف أحد في حق من حقوقه إلا بعد أن يأذن له. فالاستئذان أدب يحفظ للفرد حقه في خصوصيته فلا تكشف له عورة وينتهك له حرمه إلا بإذنه وبمعرفته. فالاستئذان عند دخول البيوت على سبيل المثال يحقق للبيوت حرمتها ويجنب أهلها الحرج الواقع من المفاجأة والمباغتة والتأذي بانكشاف العورات.

## معنى الاستئذان

### لغة
- ذكر علماء اللغة للفظ إذن استعمالات شتى، وأبرزها أنه يفيد معنى العلم أو الإعلام، يُقال: أذن به إذنًا وأذانة: أي علم.[5]
- قال ابن منظور: أذِن له في الشيء إذنًا: أباحه له.[6]
- قال الفيروزآبادي: أذن بالشيء: علم به، واستأذنه: طلب منه الإذن.[7]

### اصطلاحًا
الاستئذان: «طلب الإذن، أو طلب إباحة التصرف ممن له حق الإباحة»، وقد يعرّف بحسب نوع الاستئذان كتعريف الفقهاء للاستئذان عند دخول بيوت الآخرين أو عند دخول البالغين على محارمهم بقولهم: التماس الإذن تأدبًا خشية الاطلاع على عورة. أو طلب الإذن في الدخول لمحل لا يملكه المستأذن.

## مصطلحات مقاربة
يعبر عن الاستئذان بألفاظ أخرى مثل:
الإذن: «وهو فك الحَجْر، وإطلاق التصرف لمن كان ممنوعاًشرعاً».
الاستئناس: المراد به الاستئذان. وقد جاء في قوله تعالى في آداب دخول البيت لغير أهله: ﴿حَتَّى تَسْتَأْنِسُوا وَتُسَلِّمُوا عَلَى أَهْلِهَا﴾ [النور:27]. ووجه التعبير عن الاستئذان بالاستئناس: أنه مثله في معنى، وقيل بل إن التعبير بالاستئناس قد يفيد معنى آخر غير الاستئذان، فهو استئذان وزيادة؛ لأن المعنى: حتى تستشعروا أنس أهل البيت بكم، ففيها إشارة لطيفة وهي أنه ينبغي للزائر أن يرجع إذا تبين له من حال صاحب البيت أنه لا يرغب دخوله وإن صرَّح بالإذن. وعلى هذا يكون تعريف الاستئذان الذي هو لدخول البيوت: طلب الإذن للدخول ممن له حق الإذن والإباحة. وقال قتادة ومجاهد: تستأْنسوا هو الاستئذان.

## الاستئذان في القرآن
وردت لفظة أَذن ومشتقاتها في القرآن 82 مرة، وفي 33 سورة، منها 21 مكية و 12 سورة مدنية، وهذا يدل على أهميتها. واختصت الآيات المدنية بآداب الاستئذان لدخول البيوت وعلى أفراد الأسرة بعضهم على بعض.

## حكم الاستئذان في الإسلام
قال النووي: أجمع العلماء أن الاستئذان مشروع وتظاهرت به دلائل القرآن والسنة وإجماع الأمة. فقوله تعالى: ﴿يَا أَيُّهَا الَّذِينَ آمَنُوا لَا تَدْخُلُوا بُيُوتًا غَيْرَ بُيُوتِكُمْ حَتَّى تَسْتَأْنِسُوا﴾ [النور:27] حيث إن (لَا) ناهية ونهى عن ذلك لما فيه من التصرف في ملك الغير بغير إذنه، فإن شاء أذن وإن شاء لم يأذن. فظاهر الآية يدل على تحريم دخول بيوت الغير بغير إذن؛ لأن النهي المتجرّد عن القرائن يفيد التحريم على الأصح.

## الحكمة من الاستئذان
الاستئذان أدب رفيع يحفظ حرمات الناس، فلا يتيح الفرصة لأي إنسان أن يطَّلع على أحد بغير إذنه، حتى في حال الشبهة غير المتيقنة، فليس لأي أحد الاطلاع على الآخرين بغير إذنهم، ولهذا فالاستئذان مشروع عمومًا ومرغب فيه لحفظ حقوق الناس وخصوصاتهم حتى ولو كانوا من المحارم (كالأم والأخوات)؛ لقول النبي: «إنما جعل الاستئذان من أجل البصر» فهذا الحديث يؤخذ منه مشروعية الاستئذان على كل أحد حتى المحارم؛ لئلا تكون منكشفة العورة. قال ابن بطال: إنما جُعِل -أي الاستئذان- خوفَ النظر إلى عورة المؤمن وما لا يحل منه.

## صور من الاستئذان
- الاستئذان عند دخول البيوت: للبيوت حرمتها في الإسلام ولأصحاب البيت حقهم في أن لا يدخل عليهم أحد بدون أذنهم، قال الله تعالى: ﴿يَا أَيُّهَا الَّذِينَ آمَنُوا لَا تَدْخُلُوا بُيُوتًا غَيْرَ بُيُوتِكُمْ حَتَّى تَسْتَأْنِسُوا وَتُسَلِّمُوا عَلَى أَهْلِهَا﴾ [النور:27].
- الاستئذان بين أهل البيت: ومن الأحكام الشرعية استئذان الأطفال والخدم عند دخولهم على الوالدين ونحوهم من المحارم في ثلاث أوقات خاصة وردت في القرآن، قال الله تعالى: ﴿يَا أَيُّهَا الَّذِينَ آمَنُوا لِيَسْتَأْذِنْكُمُ الَّذِينَ مَلَكَتْ أَيْمَانُكُمْ وَالَّذِينَ لَمْ يَبْلُغُوا الْحُلُمَ مِنْكُمْ ثَلَاثَ مَرَّاتٍ مِنْ قَبْلِ صَلَاةِ الْفَجْرِ وَحِينَ تَضَعُونَ ثِيَابَكُمْ مِنَ الظَّهِيرَةِ وَمِنْ بَعْدِ صَلَاةِ الْعِشَاءِ ثَلَاثُ عَوْرَاتٍ لَكُمْ لَيْسَ عَلَيْكُمْ وَلَا عَلَيْهِمْ جُنَاحٌ بَعْدَهُنَّ طَوَّافُونَ عَلَيْكُمْ بَعْضُكُمْ عَلَى بَعْضٍ كَذَلِكَ يُبَيِّنُ اللَّهُ لَكُمُ الْآيَاتِ وَاللَّهُ عَلِيمٌ حَكِيمٌ ۝٥٨﴾ [النور:58]. وهذه الأوقات الثلاثة من قبل صلاة الصبح وقت إبدال ثياب النوم بثياب اليقظة، وفي وقت الظهيرة حين تضعون ثيابكم للقيلولة، وبعد صلاة العشاء لأنه وقت نومكم وخلع ثياب اليقظة ولبس ثوب النوم،[23] أما البالغون فإنهم يستئذنون عند الدخول على المحارم في كل الأوقات. لقوله تعالى: ﴿وَإِذَا بَلَغَ الْأَطْفَالُ مِنْكُمُ الْحُلُمَ فَلْيَسْتَأْذِنُوا كَمَا اسْتَأْذَنَ الَّذِينَ مِنْ قَبْلِهِمْ كَذَلِكَ يُبَيِّنُ اللَّهُ لَكُمْ آيَاتِهِ وَاللَّهُ عَلِيمٌ حَكِيمٌ ۝٥٩﴾ [النور:59]. وفي الاستئذان على المحارم من النساء كالأم، والأخت وغيرهن فلا يدخل عليهن في أماكن راحتهن وغرفهن حتى يستأذن عليهن بطرق الباب أو أي وسيلة أخرى، وفي الحديث: أن رجلًا سأل حذيفة فقال: أَأَسْتَأْذِنُ عَلَى أُمِّي؟ فَقَالَ: إِنْ لَمْ تَستَأذِنْ عَليهَا رَأيْتَ مَا تَكْرَه.[24]
- استئذان البكر قبل تزويجها: على ولي المرأة البكر أن يستأذن وليته قبل عقد نكاحها، وعُدّت موافقتها شرطاً لصحة النكاح. قال النبي: «لا تُنكحُ الأيِّمُ حتى تُستأمرَ، ولا تُنكحُ البِكرُ حتى تُستأذنَ، قالُوا: وكيف إذنُها؟ قال: أن تسكُت».[25]

## من آداب الاستئذان عند دخول البيوت
هناك جملة من آداب الدخول على البيوت شرعت للحفاظ على العورات ومنها:
- السلام وقول المُستأذِن أأدخل: فقد جاء في الحديث: «أن رجلاً من بني عامر استأذن على النبي وهو في بيت فقال: أألج؟، فقال النبي لخادمه اخرج إلى هذا فعلِّمه الاستئذان. فقال له: قل: السلام عليكم، أأدخل، فسمعه الرجل فقال: السلام عليكم أأدخل؟ فأذن له النبي فدخل».[26]
- الاستئذان ثلاثاً: لقول النبي: «إذا استأذن أحدكم ثلاثًا فلم يُؤذن له فليرجع». قال ابن عبد البر: السنة في الاستئذان ثلاث مرات لا يزاد عليها، ويحتمل أن يكون ذلك على معنى الإباحة والتخفيف على المستأذن، فمن استأذن أكثر من ثلاث مرات لم يحرج.[27] وأما الحكمة من الاستئذان ثلاثاَ، فقد قال بعض العلماء: إن الأُولى استعلام، والثانية تأكيد، والثالثة إعذار.[12] وإن لم يؤذن له بعد الثلاث ظهر أن ربَّ البيت لا يريد الإذن، أو لعله يمنعه من الجواب عنه عذر لا يمكنه قطعه. فينبغي أن ينصرف بعد الثلاث؛ لأن الزيادة تقلق رب المنزل، وربما يضره الإلحاح حتى ينقطع عما كان مشغولاً به.[28]
- مراعاة الأوقات في الاستئذان: فمن آداب الاستئذان اجتناب أوقات راحة الإنسان ونومه مثل: الأوقات المتأخرة من الليل أو المفاجأة، وقد جاء في حديث أنس: «أن النبي كان لا يطرق أهله ليلاً، وكان يأتيهم غدوة أو عشية» قال أهل اللغة: الطُروق بالضم المجيء بالليل من سفر أو من غيره على غفلة.[29]
- الرجوع عند عدم الإذن: إذا لم يؤذن للمستأذن فليرجع، فربما كان صاحب البيت لا يستطيع الاستقبال، قال تعالى: ﴿فَإِنْ لَمْ تَجِدُوا فِيهَا أَحَدًا فَلَا تَدْخُلُوهَا حَتَّى يُؤْذَنَ لَكُمْ وَإِنْ قِيلَ لَكُمُ ارْجِعُوا فَارْجِعُوا﴾ [النور:28].

## مقالات ذات صلة
- الإسلام.
- الآداب الإسلامية
- الآداب الشرعية
- آداب قضاء الحاجة في الإسلام